# Janiralata hexadentata
Janiralata hexadentata är en kräftdjursart som beskrevs av Yakov Avadievich Birstein 1970. Janiralata hexadentata ingår i släktet Janiralata och familjen Janiridae. Inga underarter finns listade i Catalogue of Life.